# Vittoria Belvedere
Vittoria Belvedere (* 17. Januar 1972 in Vibo Valentia, Provinz Vibo Valentia) ist eine italienische Filmschauspielerin und Fotomodel.

## Leben
Vittoria Belvedere wuchs, obgleich im Süden der Italienischen Halbinsel geboren, in Vimercate in der Provinz Monza und Brianza heran, wohin ihre Eltern mit ihr zogen, als sie neun Monate alt war. Ihre ersten Auftritte vor Publikum absolvierte sie bereits mit 13 Jahren, als sie 1985 als Fotomodell tätig war. 1992 stand sie in der Filmkomödie In camera mia auch erstmals vor der Filmkamera. Nur ein Jahr später wirkte sie in der italienisch-deutschen vierteiligen Koproduktion Mord in der Toskana mit. 1996 übernahm sie den Part der Baba in Die Rückkehr des Sandokan. 1999 folgte der Auftritt in der ebenfalls in Koproduktion mit Deutschland entstandenen fünfteiligen Fernsehserie Sturmzeit. Darüber hinaus stand Belvedere in zahlreichen Miniserien und Historienfilmen vor der Kamera, so etwa auch 2003, als sie in Augustus – Mein Vater der Kaiser Julia, die Tochter des römischen Kaisers Augustus mimte.
Vittoria Belvedere ist seit Juni 1999 mit dem Filmproduzenten und Kameramann Vasco Valerio verheiratet; das Paar hat inzwischen drei Kinder.

## Filmografie (Auswahl)
- 1992: Zwischen Nacht und Traum (In camera mia)
- 1992: Zoloto
- 1993: Mord in der Toskana (Delitti privati)
- 1993: Sonias Exzesse (Graffiante desiderio)
- 1996: Die Rückkehr des Sandokan (Il Ritorno di Sandokan)
- 1998: Passaggio per il paradiso
- 2000: Si fa presto a dire amore...
- 2000: Senso di colpa (Fernsehfilm)
- 2001: Un coeur oublié (Fernsehfilm)
- 2001: Bel Ami – Liebling der Frauen (Bel Ami – L'uomo che piaceva alle donne)
- 2002: Die Bibel – Apokalypse (San Giovanni - L'apocalisse)
- 2003: Augustus – Mein Vater der Kaiser (Imperium – Augustus)
- 2003: Ics (Fernsehfilm)
- 2003: Nessuno al suo posto (Fernsehfilm)
- 2004: Part Time (Fernsehfilm)
- 2004: La lettera
- 2004: Rita da Cascia (Fernsehfilm)
- 2005: Il mio amico Babbo Natale (Fernsehfilm)
- 2005: Papst Johannes Paul II. (Pope John Paul II.)
- 2006–2007: Nati ieri (Fernsehserie, 10 Folgen)
- 2006–2013: Un caso di coscienza (Fernsehserie, 7 Folgen)
- 2007: Viaggio in Italia – Una favola vera (Fernsehfilm)
- 2009: Enrico Mattei – L'uomo che guardava al futuro
- 2011: Karibisches Donnerwetter (Angeli & diamanti, Fernsehserie, 3 Folgen)
- 2012: Immaturi – Il viaggio (Fernsehfilm)
- 2019–2022: Meraviglie: La penisola dei tesori  (Fernsehserie, 2 Folgen)